# Malešický les
Malešický les nebo také Malešický lesík je nevelký městský les v Praze-Malešicích, severně od Malešického parku a malešického sídliště.

## Historie a popis
Lesík má podlouhlý tvar, leží na svahu jižně nad bývalou železniční vlečkou vedoucí z nákladového nádraží Praha-Žižkov k nákladovému nádraží Praha-Malešice. Na západě za sportovním areálem u Malešické ulice je křovinatá a zatím (v roce 2020) zanedbanější část lesního pásu, na východě končí les u zahrádkářské osady. Na jižní straně lesa je nová bytová zástavba (Ecocity Malešice) a areál domovů pro seniory.
Les vznikl v době výstavby malešického sídliště, tedy v polovině 60. let 20. století. Je smíšený, prochází jím několik upravených, částečně asfaltových cest. Po hlavní cestě vede Naučná stezka svatého Josefa, která tu má dvě zastavení, a s ní je shodná žlutě značená turistická trasa. V roce 2018 bylo u severního okraje vytvořeno piknikové místo. Stejně jako o další pražské městské lesy i o Malešický les pečuje organizace Lesy hl. m. Prahy.